# Benjamin Darbelet
Benjamin Darbelet, né le 13 novembre 1980 à Dijon, est un judoka français évoluant dans la catégorie des moins de 66 kg. 
Ayant commencé le judo à cinq ans, Benjamin Darbelet devient licencié du club dijonnais de l'Alliance Judo 21 et intègre l'INSEP. Il obtient le titre de vice-champion olympique en 2008 et détient plusieurs titres européens (dont un de champion d'Europe en 2003), mais n'a jamais réussi à monter sur le podium d'une compétition mondiale. Aux Jeux olympiques de 2004 à Athènes, il est éliminé au second tour par le futur médaillé de bronze sud-coréen Choi Min-Ho. Il doit cependant effectuer un régime contraignant pour participer à la compétition dans une catégorie de poids (-60 kg) inférieure à la sienne puisque Larbi Benboudaoud lui est préféré comme titulaire en -66 kg.
Une nouvelle fois sur le podium européen et logiquement sélectionné au sein de l'équipe de France pour les Mondiaux 2007 de Rio, Darbelet est pourtant sanctionné par le comité disciplinaire de la Fédération française quelques semaines plus tard. Il lui était alors reproché de ne pas s'investir suffisamment dans son entraînement et dans sa préparation. Initialement privé de son billet pour la compétition mondiale, le judoka se voit finalement réintégré dans la sélection après avoir fait ses preuves.
Il devient médaillé d'argent lors des Jeux olympiques d'été de 2008 organisés à Pékin. En effet, le judoka n'échoue qu'en finale contre le tenant du titre, le Japonais Masato Uchishiba.
Il prend sa retraite sportive le 9 juin 2013, à l'issue des championnats de France par équipe.
Il poursuit depuis son retrait des compétitions comme judoka sa carrière dans le judo comme enseignant dans différentes villes du Var : Draguignan, Saint-Raphaël, Le Lavandou et Gassin.

## Palmarès

### Jeux olympiques d'été
- Jeux olympiques de 2008 à Pékin (Chine) :
  -  Médaille d'argent en moins de 66 kg (poids mi-légers).

### Championnats d'Europe de judo
| Catégorie / Année           | 2003 | 2004 | 2005 | 2006 | 2007 |
| --------------------------- | ---- | ---- | ---- | ---- | ---- |
| Moins de 66 kg Poids légers | 1e   | 3e   | 3e   | 2e   | 3e   |

### Autres
- 4 podiums au Tournoi de Paris.
- 2 podiums dont 1 victoire au Tournoi de Prague.
- 1 podium dont 1 victoire (2007) au Tournoi de Hambourg.
- 1 podium au Tournoi de Tbilissi.
- 1 podium au Tournoi de Braunschweig.
- 1 podium dont 1 victoire au Tournoi de Moscou.
- 1 podium au Tournoi de Minsk.
- Champion d'Europe juniors en 1999
- Champion de France juniors en 1999

- Grade: Ceinture Blanche-rouge 6e DAN (2015)[4],[1].